# 食指

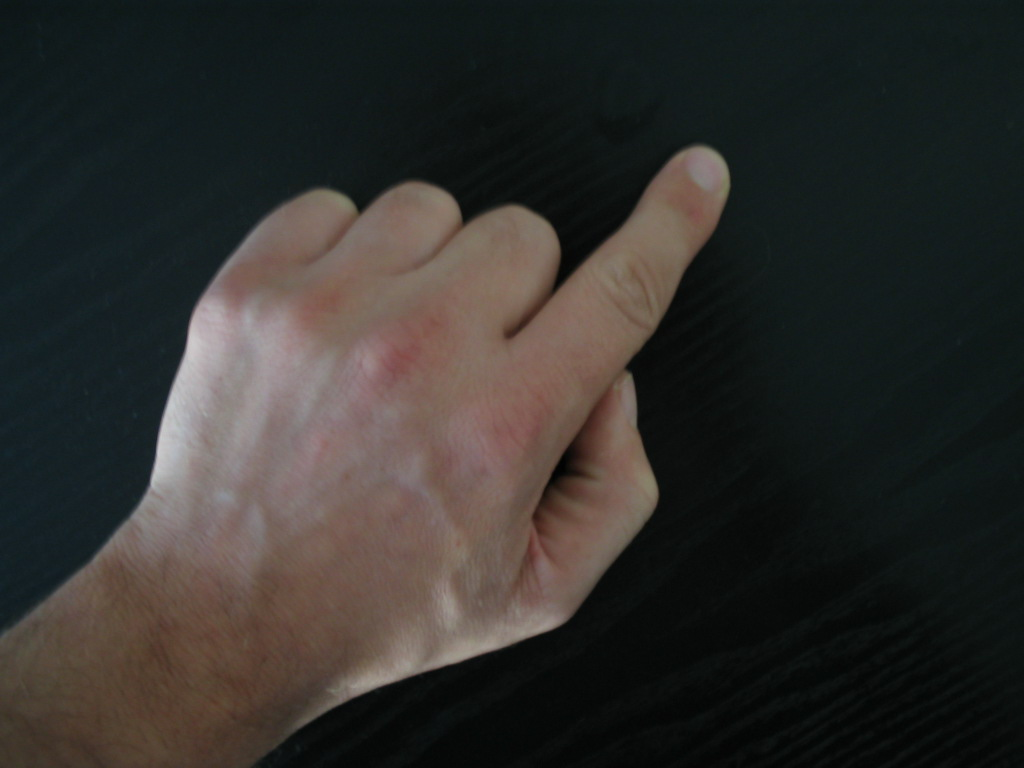
食指

食指，學名為示指（index finger），是第二隻手指，位於拇指與中指之間，長度與环指相若。
在一部分文化中，以食指指人是不禮貌的行為。

## 名稱來源
食指一詞早在春秋時代的《左傳》已有記載，当公子宋「食指大動」时，就预示着有好吃的。